# Alejandra Orozco
Alejandra Orozco Pisa nascuda a Zapopan, Jalisco el 19 d'abril de 1997 és una saltadora mexicana.

## Trajectòria

### Jocs Olímpics
En la seva primera participació en Jocs Olímpics, Alejandra va guanyar al costat de Paola Espinosa la medalla de plata en Londres 2012 en la modalitat de plataforma 10 metres sincronitzat femení.
Així mateix, el 2014 va competir en els Jocs Olímpics de la Joventut de Nanquín 2014, obtenint la medalla de bronze.

### Sèrie Mundial de Salts Edimburg Escòcia 2013
El 21 d'abril de 2013, la saltadora de Jalisco suma 367.45 punts en la plataforma de 10 metres i es queda en el tercer lloc amb la medalla de bronze.